# Kyle Kitchens
Kyle Kitchens (Decatur, 21 gennaio 1996) è un giocatore di football americano statunitense che gioca nel ruolo di defensive lineman per gli Hamburg Sea Devils.
Dopo aver giocato per la squadra universitaria dei Catawba Indians è passato alla squadra tedesca dei Potsdam Royals; successivamente ha giocato nella Fan Controlled Football League, per poi firmare con la squadra professionistica tedesca dei Leipzig Kings e in seguito con i Berlin Thunder. Dal 2025 milita negli Hamburg Sea Devils.

## Palmarès
- 1 European Football League (2019)